# Maieta
Maieta là chi thực vật có hoa trong họ Mua.